# Charles Gumery

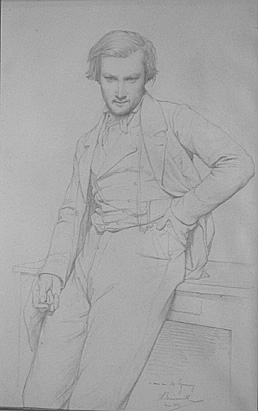
Charles Gumery von François-Léon Benouville (1821–1859)

Charles Alphonse Achille Gumery (* 14. Juni 1827 in Vaugirard, Paris; † 19. Januar 1871 in Paris) war ein französischer Bildhauer des akademischen Realismus, der vor allem durch seine Werke an der Opéra Garnier bekannt wurde.

## Leben

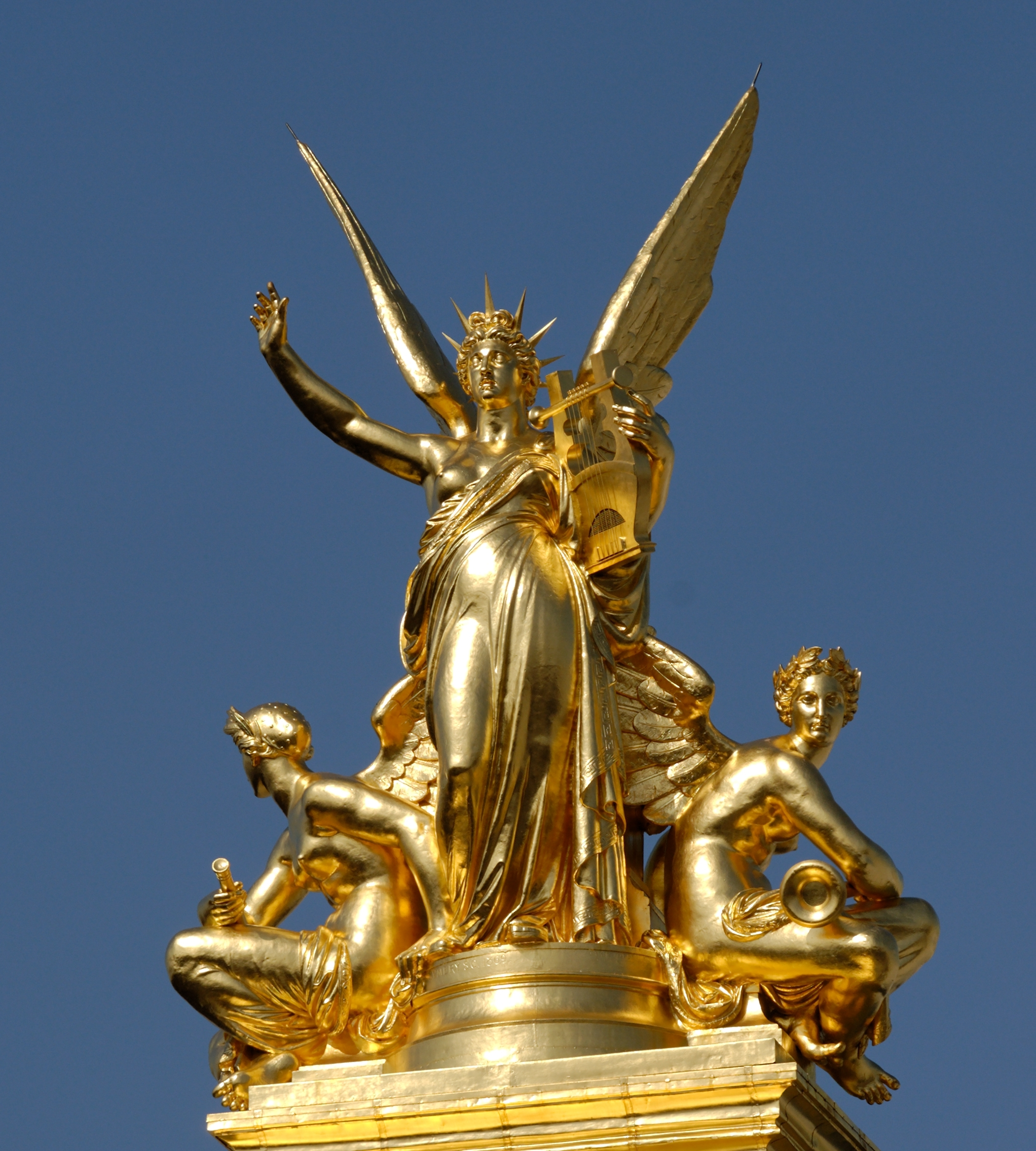
L’Harmonie (1869) von Charles Gumery. Vergoldete galvanoplastische Bronze (Elektrotypie), Höhe 7,5 m. Bekrönung der Fassade des Palais Garnier, Paris.

Charles Alphonse Achille Gumery wurde als Sohn eines Schullehrers in Passy geboren. Als Schüler des Bildhauers Armand Toussaint gewann er 1850 den Großen Preis von Rom für Bildhauerei mit der Rundplastik „Achilles, durch den Pfeil von Paris an der Ferse verwundet“. Als Gast der Villa Medici schuf er einen „Faun, der mit einem Zicklein spielt“, den er auf der Weltausstellung von 1855 präsentierte, wo er große Anerkennung und eine Medaille dritter Klasse erhielt. Nach seiner Rückkehr aus Italien stellte Charles Gumery ab 1857 im Salon aus und erhielt mehrere Aufträge für die Stadt Paris (Font Saint Michel, Square Emile Chautemps, Gare du Nord, Louvre) sowie für Chambéry, Montpellier und Bordeaux. Unter Napoleon III. wurde er zu einem der berühmtesten französischen Bildhauer. Er gewann mehrere Medaillen im Pariser Salon und eine Medaille erster Klasse auf der Weltausstellung von 1867.
Für die Opéra Garnier schuf er zwei über sieben Meter hohe Gruppen, „L'Harmonie“ und „La Poésie“, die an der Spitze der Hauptfassade angebracht wurden. Nach der Polemik um „La danse“ von Jean-Baptiste Carpeaux (1827–1875), die als zu ausschweifend empfunden wurde, erhielt Charles Gumery vom Staat den Auftrag, eine neue Version der Figur zu schaffen. Wegen des Krieges von 1870 konnte die Skulptur von Carpeaux nicht ersetzt werden, und sein La Danse befindet sich heute im Museum von Angers. Charles Gumery, krank und erschöpft von den Entbehrungen des Krieges von 1870 und der Belagerung von Paris, starb früh im Januar 1871 und wurde auf dem Friedhof von Montmartre beigesetzt.

## Werk

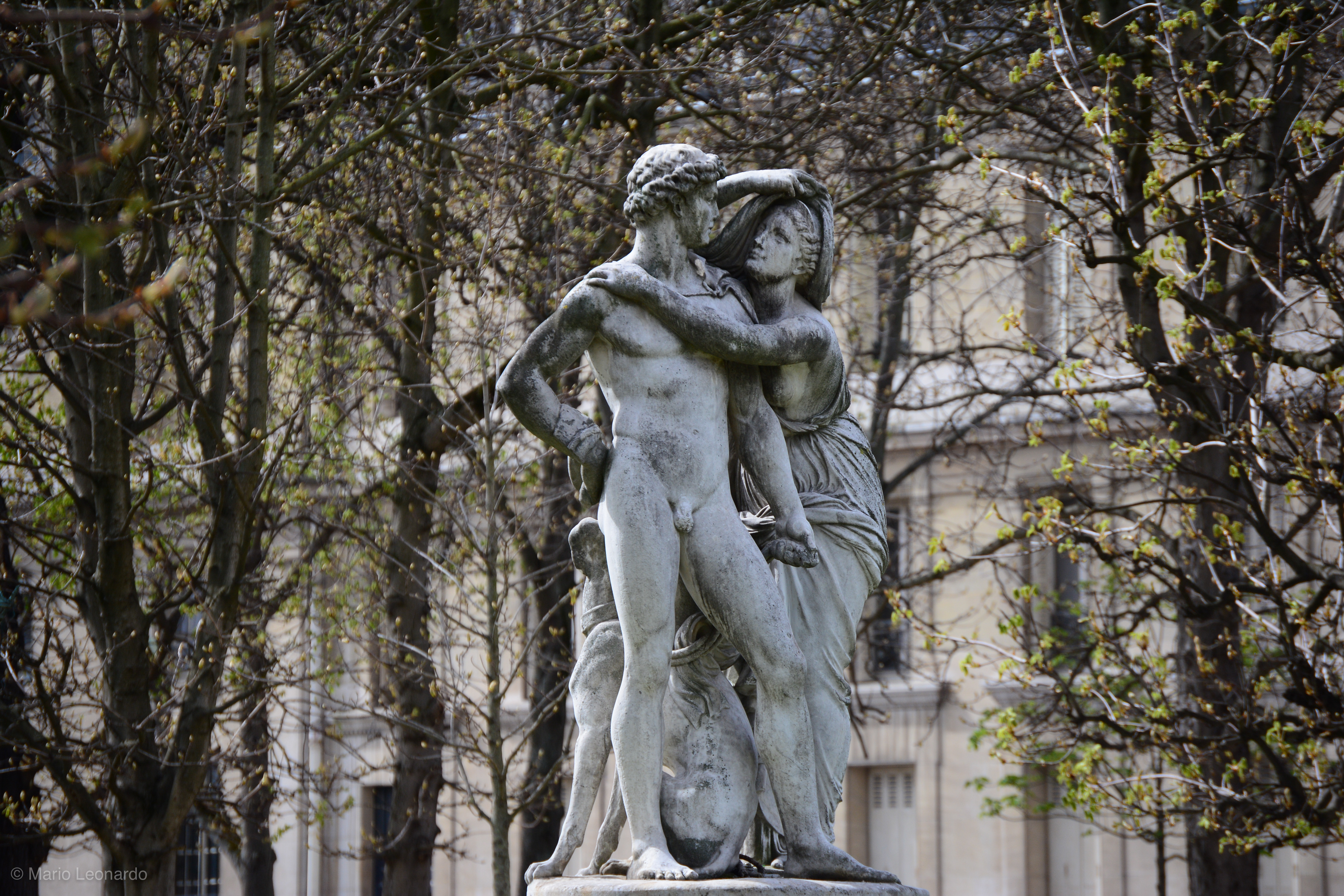
La Nuit (1867) von Charles Gumery

Charles Gumerys Stil lässt sich dem akademischen Realismus zuordnen. Zu seinen wichtigsten Werken zählen:
- „L’Harmonie“ und „La Poésie“ (1869), vergoldete Skulpturengruppen an der Fassade der Opéra Garnier in Paris
- „La Danse“, ursprünglich als Ersatz für das Werk von Jean-Baptiste Carpeaux gedacht, heute im Musée des Beaux-Arts d’Angers
- „Circé“ (1860), eine Figur an der Südfassade der Cour Carrée des Louvre
- „Danaé“, eine Terrakotta-Skulptur im Musée d’Orsay
- „L’Annonciation“ (1859), Basrelief in der Kirche Notre-Dame-de-Grâce in Passy

und darüber hinaus:

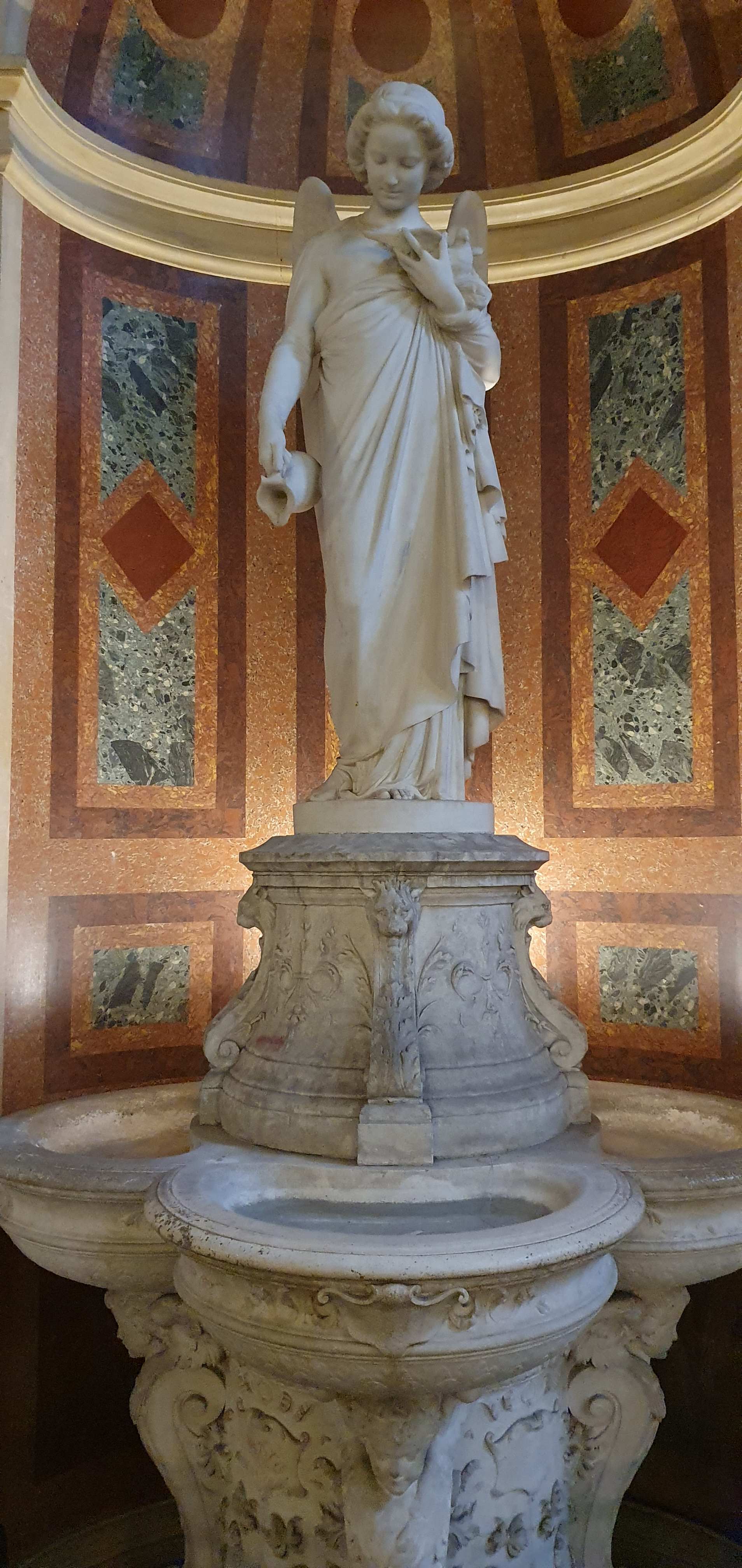
Im Inneren von La Trinité (Paris), Eine Engelsstatue (von zweien, 1864) aus Marmor von Charles Gumery

- Achille blessé au talon par la flèche de Pâris (1850),
- Faune jouant avec un chevreau (Bronze, Musée Fabre Montpellier, 1854),
- Bacchus (Salon de 1857),
- Le Faucheur (Salon de 1859),
- Le Pêcheur (Grande Galerie, Palais du Louvre, 1859),
- L'Agriculture et l'Industrie (Square Emile Chautemps, Paris, 1860),
- La Tempérance (Fontaine Saint-Michel, Paris, 1860),
- La Clémence et la Punition (Cour d'assises, Palais de Justice, Paris, 1862)
- Amsterdam (Gare du Nord, Paris, 1863),
- Le Président Antoine Favre (Chambéry, 1864),
- La Peyronnie (Faculté de médecine, Montpellier, 1864).
- Deux anges (Église de la Trinité, Paris, 1864),
- Le tombeau de la duchesse d'Albe (1865),
- L'Adolescence (Salon de Paris, 1866),
- La Gloire (Aile Flore, Palais du Louvre, 1866),
- La Nuit (Weisser Marmor, Jardin Cavalier de la Salle, Paris, 1867),
- Nymphe jouant avec un amour (Salon de 1869),
- Jean-Sébastien Bach (Bas-relief, Opéra Garnier, Paris, 1869),
- Joseph Haydn (Bas-relief, Opéra Garnier, Paris, 1869),
- Jean-Baptiste Pergolèse (Opéra Garnier, Paris, 1869),
- Fontaine des 3 Grâces (Place de la Bourse, Bordeaux, 1869),
- La Science et la Jurisprudence (Chambéry).

Charles Gumery  schuf zudem mehrere Grabmedaillons, darunter für seinen Lehrer Armand Toussaint sowie für André-Marie Ampère und dessen Sohn Jean-Jacques.